# Chandler Kinney

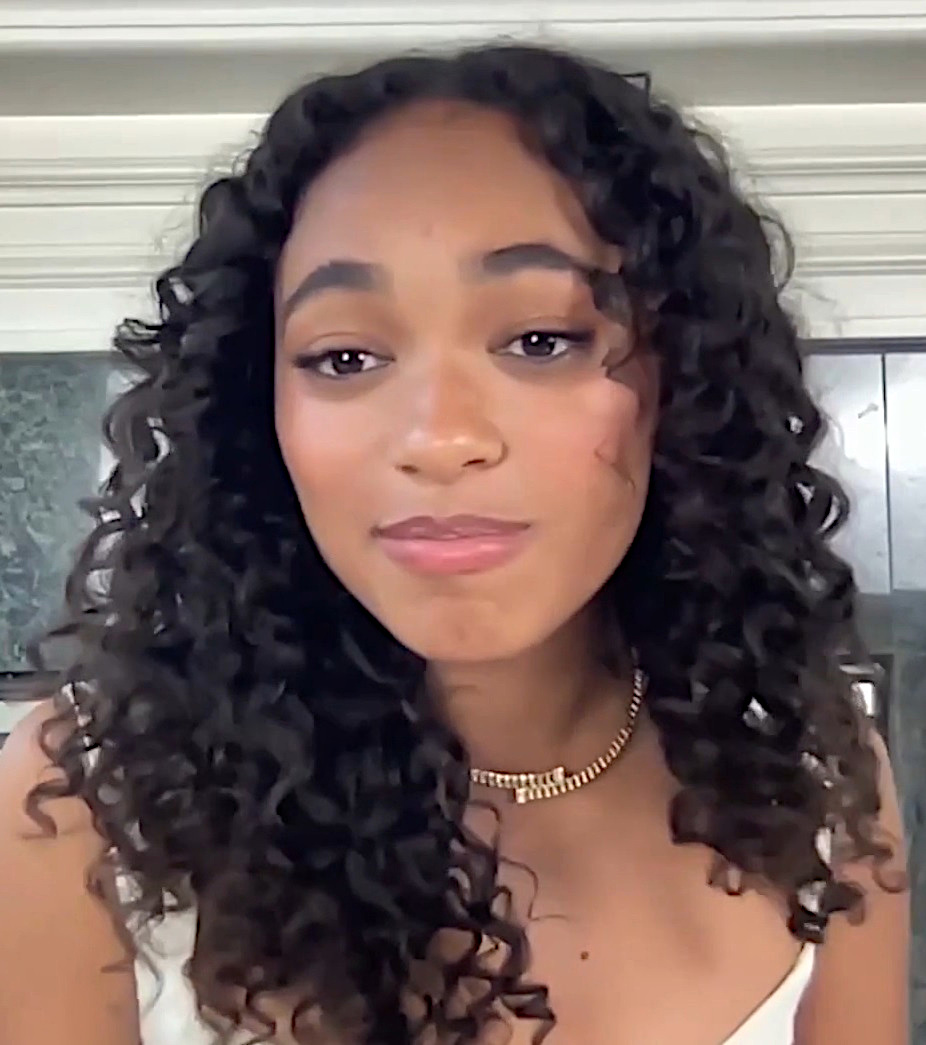
Chandler Kinney im Jahr 2022

Chandler Kinney (* 3. August 2000 in Sacramento, Kalifornien) ist eine US-amerikanische Schauspielerin, Kinderdarstellerin und Tänzerin.

## Leben und Karriere
Chandler Kinney wurde am 3. August 2000 in Sacramento, der Hauptstadt des US-Bundesstaates Kalifornien, geboren und kam noch als Einjährige mit ihrer Familie nach Los Angeles, wo sie ab einem Alter von drei Jahren als Tänzerin ausgebildet wurde. Rund sechs Jahre später begann sie als Neunjährige eine Schauspielausbildung und kam durch ihr Tanzstudio zu ersten Engagement in Theaterstücken und Werbespots im Fernsehen. Zu ihren ersten Einsätzen zählte zwei Fernsehspots und ein Internetspot für den größten US-amerikanischen Bekleidungseinzelhändler GAP in den Sony Pictures Studios in Culver City. Ihren ersten Durchbruch feierte sie danach im Jahre 2012, als sie im Tanzfilm Battlefield America unter der Regie von Chris Stokes eingesetzt wurde.
2013 folgten Einsätze in Taylor Hackfords Drama Company Town, sowie in jeweils einer Episode der international bekannten Fernsehserien American Horror Story und 90210. Weiter zu ihrer internationalen Bekanntheit trug unter anderem auch die Nickelodeon-Jugend-Sitcom Voll Vergeistert bei, in der sie 2014 in sechs verschiedenen Folgen als Mirabelle in Erscheinung trat. Die Serie verließ sie daraufhin, um sich auf ihre Arbeit bei der neuen Amazon-Instant-Video-Serie Gortimer Gibbon – Mein Leben in der Normal Street zu konzentrieren. Für diese sprach sie nach dem Ansehens des Serienpiloten im Februar 2014 vor und wurde daraufhin für die im Herbst 2014 startende Serie als Streberin Catherine Dillman in den offiziellen Cast geholt. In der deutschsprachigen Synchronfassung der Serie wird ihr Charakter von Felicitas Bauer gesprochen. Nebenbei trat sie 2015 auch in einer Episode der Disney-Channel-Jugend-Sitcom Das Leben und Riley auf.
Parallel zu ihrer Schauspielkarriere ist Kinney auch weiterhin professionell als Tänzerin, dabei vor allem im Spitzentanz, Jazz Dance, und Hip-Hop, im Einsatz und qualifizierte sich unter anderem im April 2015 mit ihrer Tanztruppe für den Youth America Grand Prix (YAGP), dessen Sieger alljährlich ein mit 250.000 $ dotiertes Stipendium erhält. Beim anschließenden Wettbewerb in New York City, bei dem jährlich über 5000 Personen teilnehmen, schaffte sie es mit ihrem Team bis in die Top-12.
Im Jahre 2020 übernahm sie bei dem Disney Channel Original Movie Zombies 2 – Das Musical die Rolle der Willa. Außerdem veröffentlichte sie im Oktober 2020 das Lied Halloween House Party für den Disney Channel.
Im Juli 2021, wurde bekanntgegeben, dass sie in der Serie neuen Pretty Little Liars Serie Pretty Little Liars: Original Sin mitspielen wird. Die Serie soll am 28. Juli 2022 auf HBO Max erscheinen. Ebenfalls im Juli 2022, soll Zombies 3 – Das Musical auf Disney+ veröffentlicht werden, bei dem sie erneut die Rolle der Willa verkörpern wird. Die 2020 veröffentlichte Single Flesh & Bone wurde 2022 in den USA mit einer Goldenen Schallplatte ausgezeichnet. 2023 folgte der Gold-Status für das Lied We Own The Night.

## Filmografie
Filmauftritte (auch Kurzauftritte)
- 2012: Battlefield America
- 2013: Company Town
- 2020: Zombies 2 – Das Musical (Zombies 2)
- 2020: Disney Channel Stars: Put the Happy in the Holidays
- 2022: Zombies 3 – Das Musical (Zombies 3)
- 2025: Zombies 4: Dawn of the Vampires (Fernsehfilm)

Serienauftritte (auch Gast- und Kurzauftritte)
- 2013: American Horror Story (1 Episode)
- 2013: 90210 (1 Episode)
- 2014: Voll Vergeistert (The Haunted Hathaways) (6 Episoden)
- 2014–2016: Gortimer Gibbon – Mein Leben in der Normal Street (Gortimer Gibbon's Life on Normal Street)
- 2015: Das Leben und Riley (Girl Meets World) (1 Episode)
- 2016–2019: Lethal Weapon (30 Episoden)
- 2017: K.C. Undercover (2 Episoden)
- 2020: ZOMBIES: Addison’s Moonstone Mystery (8 Episoden, Stimme)
- 2021: ZOMBIES: Addison’s Monster Mystery (6 Episoden, Stimme)
- 2022–2024: Pretty Little Liars: Original Sin (18 Folgen)